# میکائیل زولیان
میکائیل سورنی زولیان (ارمنی: Միքայել Սուրենի Զոլյան؛ زادهٔ ۱۹ ژوئن ۱۹۸۰) یک دانشمند علوم سیاسی، علوم اجتماعی، روزنامه‌نگار نظر و سیاستمدار اهل ارمنستان است که از تاریخ ۲۰۱۹ تا تاریخ ۲۰۲۱ سمت نمایندگی دوره هفتم مجلس ملی جمهوری ارمنستان را برعهده داشت.

## زندگی‌نامه
در ۱۹ ژوئن ۱۹۸۰ در ایروان به دنیا آمد و از دانشگاه دولتی ایروان فارغ‌التحصیل شد. 